# Jostein Wilmann
Jostein Wilmann (Viggja, 16 agosto 1955) è un ex ciclista su strada e dirigente sportivo norvegese.
Professionista dal 1980 al 1983, vinse il Tour de Romandie nel 1982.
Da dilettante fece parte per diversi anni della nazionale norvegese, in particolare del quartetto impegnato nella specialità della 100 km cronometro a squadre, in cui conquistò la medaglia di bronzo ai campionati mondiali del 1979. Anche per questo motivo passo molto tardi al professionismo.
Anche suo figlio Frederik Wilmann è stato un ciclista professionista.

## Carriera
Ottimo dilettante, era un abile cronoman, fece infatti parte del quartetto norvegese della 100 km a squadre. In questa specialità ottenne numerose vittorie, specialmente nei Nordisk Mesterskab, ossia i campionati scandinavi di ciclismo, dove fu due volte medaglia d'oro (1978 e 1979) ed altrettante medaglia d'argento (1974 e 1975).
Dotato anche di buone doti di resistenza, seppe ben destreggiarsi anche in importanti prove a tappe della categoria Dilettanti. Oltre a vincere corse come l'Österreich-Rundfahrt ed il Rheinland-Pfalz-Rundfahrt (in quest'ultima fu anche secondo nel 1975 e quarto nel 1976) ottenne il terzo posto all'Okolo Slovenska, dietro i padroni di casa Jiří Škoda e Ján Kružic, nel 1976 e al Tour de l'Avenir, dietro i sovietici Sergej Suchoručenkov e Said Gusejnov, nel 1979. Fu anche ottavo alla Milk Race nel 1974, settimo al Grand Prix Tell 1977 e nono al Giro delle Regioni nel 1979.
Nel 1980, a più di 27 anni, passò professionista alla Puch-Campagnolo-Sem di Joaquim Agostinho; vinse una corsa in linea in Germania e fu quarto al Deutschland Tour. Nello stesso anno prese parte al suo primo grande giro, il Tour de France, che concluse al quattordicesimo posto assoluto, ed a molte delle più importanti classiche del panorama europeo. Venne anche convocato per la rassegna iridata di Sallanches, che concluse al tredicesimo posto. Copione pressoché analogo si ripeté l'anno seguente, corso con la casacca della belga Capri Sonne, anche se non ottenne affermazioni; il sesto posto nella classifica generale del Giro del Belgio ed il settimo posto nella tappa con arrivo a Bordeaux al Tour de France furono i migliori piazzamenti.
Il 1982 fu la stagione migliore della sua breve carriera professionistica. Ottenne ben quattro vittorie fra cui le classifiche generali di Setmana Catalana de Ciclisme e Tour de Romandie. Chiuse al quinto posto il Tour de Suisse e fece una grande campagna del nord. Infatti nelle corse delle Ardenne salì sul podio della Freccia Vallone e chiuse al nono posto l'Amstel Gold Race. Sempre in quell'anno fu sesto al Campionato di Zurigo.
L'anno dopo, in maglia Eorotex-Magniflex, fu secondo nel Grand Prix Pino Cerami, battuto dal solo Bernard Hinault, ed in tappe del Tour de Suisse (settimo nella generale) e del Tour de Romandie. Prese parte sia al suo primo Giro d'Italia, sia al suo quarto ed ultimo Campionato del mondo professionisti.

## Palmarès
- 1975 (Dilettanti, una vittoria)

5ª tappa, 1ª semitappa Grand Prix Tell (Schwyz > Schlossrued)
- 1978 (Dilettanti, due vittorie)

4ª Ttappa Österreich-Rundfahrt (Lienz > Kaprun)
Classifica generale Österreich-Rundfahrt
- 1979 (Dilettanti, una vittoria)

Classifica generale Rheinland-Pfalz-Rundfahrt
- 1980 (Punch, una vittoria)

Grand Prix Union-Brauerei
- 1982(Capri Sonne, quattro vittorie)

Classifica generale Setmana Catalana de Ciclisme
2ª tappa Tour de Romandie (Ecoteaux > La Tzoumaz)
Classifica generale Tour de Romandie
5ª tappa, 1ª semitappa Deutschland Rundfahrt (Amburgo > Boppard)

### Altri successi
- 1978 (Dilettanti, una vittoria)

Nordisk Mesterskab (Cronosquadre, con Geir Digerud, Morten Sæther e Dag Erik Pedersen)
- 1979 (Dilettanti, una vittoria)

Nordisk Mesterskab (Cronosquadre, con Geir Digerud, Morten Sæther e Hans Petter Ødegaard)

## Piazzamenti

### Grandi giri
- Tour de France

1980: 14º
1981: 29º
1982: ritirato (alla 17ª tappa)
- Giro d'Italia

1983: 13º

### Classiche monumento
- Milano-Sanremo

1980: 40º
1983: 40º
- Giro delle Fiandre

1982: 34º
- Parigi-Roubaix

1980: 23º
- Liegi-Bastogne-Liegi

1980: 21º
1983: 29º

### Competizioni mondiali
- Campionati del mondo

Montréal 1974 - Cronosquadre dilettanti: 5º
Mettet 1975 - In linea dilettanti: 29º
Mettet 1975 - Cronosquadre dilettanti: 11º
Valkenbourg 1979 - In linea dilettanti: 33º
Valkenbourg 1979 - Cronosquadre dilettanti: 3º
Sallanches 1980 - In linea: 13º
Praga 1981 - In linea: 34º
Goodwood 1982 - In linea: ritirato
Altenrhein 1983 - In linea: 31º